# ماساكي يواسا
ماساكي يواسا (باليابانية: 湯浅 政明) مخرج أفلام ومسلسلات أنمي، و‌كاتب سيناريو، و‌رسام رسوم متحركة ياباني. ولد في 16 آذار 1965 في فوكوكا، اليابان. في حزيران 2014 أعلن عن تأسيس ستديو Science SARU.

## حياته
وُلِد ماساكي يواسا في 16 آذار/مارس 1965 في فوكوكا، باليابان. عندما كان طفلاً، أحب يواسا الرسوم المتحركة، وفي وقت مبكر من سنوات رياض الأطفال كان يُسلي زملائه في الفصل برسوماته. في سنته الأولى في المدرسة الإعدادية قرر الابتعاد عن الرسوم المتحركة والمانغا، في عام 1977، صدر فيلم سفينة الفضاء ياماتو، مما أثار طفرة كبيرة للرسوم المتحركة في اليابان، تبع ذلك في عام 1979 الإصدار المتزامن لفيلم هاياو ميازاكي لوبين الثالث: قلعة كاجليسترو وفيلم أوسامو ديزاكي إيم فور ذا أيس وفيلم رينتارو قطار المجرة 999 والعديد من الأفلام الأخرى. قرر يواسا العمل في صناعة المانغا/الأنمي، وشجعه على قراره، التقارير الصحفية والتلفزيونية التي تفيد بأن الرسوم المتحركة اليابانية يمكن أن يشاهدها البالغين. لم يكن لديه في البداية أي فكرة عن صناعة الرسوم المتحركة وفكر أن يصبح رسامًا للمانغا. ولكن عندما رأى أن رسامي التحريك يُعاملون مثل النجوم كمبدعين في سلسلة من مجلات الرسوم المتحركة الجديدة، قرر أن يصبح رسام تحريك. درس التصميم في المدرسة الثانوية وتخصص في الرسم الزيتي في قسم الفنون بجامعة كيوشو سانجيو. خلال سنوات دراسته الجامعية، كان يواسا قلقًا من أنه لن يتمكن من كسب لقمة العيش كرسام تحريك، لكنه استمر في دراسة الرسوم المتحركة التلفزيونية أثناء بثها والتعرف على الرسامين الذين تردد صدى أنماطهم الشخصية.

## الأعمال

### أفلام
- جيراني من عائلة يامادا (1999) - الرسوم المفتاحية.
- لعبة العقل (2004) - سيناريو واخراج.
- لو فوق الحائط (2017) - سيناريو واخراج.

### مسلسلات
- مجرة الحصير (2010) - إخراج
- ديفل مان: الطفل الباكي (2018) - إخراج
- بينغ بونغ (2014) - إخراج
- كايبا (2008) - إخراج
- وقت المغامرة (2014) - إخراج وكتابة حلقة "Food Chain" في الموسم السادس.
- سبيس داندي (2014) - إخراج وكتابة الحلقة 3 من الموسم الثاني.
- ماروكو الصغيرة (1990) - رسوم أغنية البداية والنهاية للموسم الأول.
- کرایون شین-چان (1992) - رسوم أغنية البداية (الموسم 5 و6) واغنية النهاية (الموسم 3 و4)، واخراج الرسوم للحلقات 48، 126، 260، 291 والحلقات الخاصة.
- ساموراي تشامبلو (2004) - الرسوم المفتاحية في الحلقة 9.
- واكفي (2010) - تصميم الشخصيات في الحلقة الخاصة.
- سباي إكس فاميلي (2023) - إخراج

## روابط إضافية
- ماساكي يواسا على موقع IMDb (الإنجليزية)
- ماساكي يواسا على موقع ميتاكريتيك (الإنجليزية)
- ماساكي يواسا على موقع روتن توميتوز (الإنجليزية)
- ماساكي يواسا على موقع ألو سيني (الفرنسية)
- ماساكي يواسا على موقع ميوزك برينز (الإنجليزية)
- ماساكي يواسا على موقع أول موفي (الإنجليزية)
- ماساكي يواسا على موقع ديسكوغز (الإنجليزية)
- ماساكي يواسا على موقع قاعدة بيانات الفيلم (الإنجليزية)
- ماساكي يواسا على موقع كينوبويسك (الروسية)
- ماساكي يواسا على موقع ANN person (الإنجليزية)